# Relevanslogik
Relevanslogik är logiska system som utvecklats i avsikt att undvika implikationsparadoxerna från den klassiska logikens materiella implikation.